# Sporting Club Cheminots des Roches Noires
Pour les articles homonymes, voir Roches Noires.
Maillots
Le Sporting Club Cheminots des Roches Noires (en arabe : نادي سبورتينغ عمال السكك الحديدية الصخور السوداء), plus couramment abrégé en SCCRN, est un club marocain de football fondé en 1913 sous le nom de Sporting Club Casablancais des Roches Noires, (Sports Club Casablanca's Black Rocks), par les anglais de la ville de Casablanca.
Évoluant en Botola Amateurs 2.

## Histoire
Fondé en 1913 sous le nom de Sporting Club Casablancais des Roches Noires (SCCRN), renommé en 1923 Football Club des Roches Noires (FCRN), les premières couleurs du club étaient alors le vert et le blanc. Ce n'est qu'en 1927, à l'arrivée d'un certain Caillot, futur président du club, que l'équipe prendra pour nouveau nom le Sporting Club Cheminots des Roches Noires avec un nouveau maillot en damiers.
Le club a été créé au temps du Protectorat français du Maroc dans les années 1910 et précisément dans le célèbre quartier nommé Les Roches Noires à Casablanca.
Pendant des décennies, l'équipe a concouru dans la Ligue du Maroc jusqu'à ce qu'elle tombe dans la deuxième division en 1957, après cela l'équipe fut victime de négligence depuis le départ des français qui géraient ce club casablancais.
Le club faisait partie de l'élite du Ligue du Maroc de Football Association lors des années du protectorat, ayant alors pu disputé la saison 1956-57 du Championnat du Maroc. Malheureusement il ne réussit pas à rester en première division après s'être placé quinzième (avant dernier) avec seulement quinze points.
Il évolue aujourd'hui en Botola Amateurs 2.

## Personnages du Club

### Président emblématique
Caillot restera à jamais le père spirituel du club, étant le meilleur président de l'histoire du Sporting des Cheminots.

### Joueur emblématique

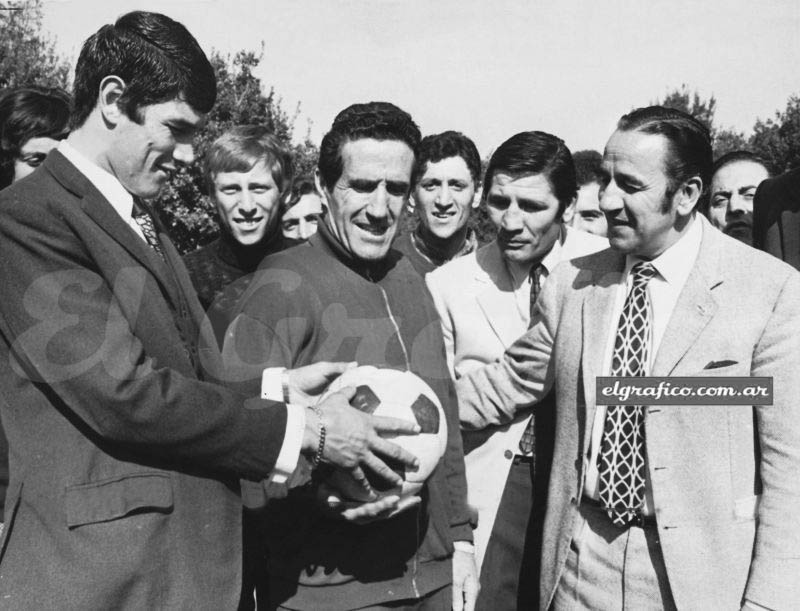
Herrera au centre

Une génération de joueurs ont évolué au club, comme Helenio Herrera, qui a joué aux Roches Noires pendant quatre saisons avant de décider de partir pour l'Europe en 1933, il a traversé toutes les catégories du club, avant de partir pour la France pour participer à la Coupe de France avec Red Star, Stade français et Excelsior, puis s'est tourné vers l'entraînement, et plusieurs le considèrent parmi les meilleurs entraîneurs de l'histoire, surtout qu'il a remporté le titre du Championnat espagnol à deux reprises,  avec le FC Barcelone et l'Atletico Madrid, Herrera a également entraîné le club italien Inter Milan avec qui il a remporté le Championnat d'Italie trois fois. Aussi il remportera la Coupe du Roi deux fois, accompagnée des Barcelonais et la Coupe d'Italie une fois avec l'AS Rome ainsi que la Ligue des Champions et la Coupe Intercontinentale avec Inter Milan à deux reprises et la Coupe d'Europe avec le Barça  .

## Palmarès
- Botola Pro2 (3)
  - Champion : 1933, 1936, 1952

- Botola Amateurs1 (1)
  - Champion : 1932

- Coupe Genna (1)[2] :
  - Vainqueur : 1941.

- Coupe du Maroc
  - Finaliste : 1948